# Henri Brod
Henri Brod (13 de junio de 1799 - 6 de abril de 1839) fue un oboísta, compositor y fabricante de oboes. Talentoso oboísta, él, junto con su amigo Charles-Louis Triébert (1810-1867), hicieron evolucionar de manera consecuente el oboe.
Él es a su vez autor del célebre método para oboe que lleva su nombre. Este método es ciertamente uno de los trabajos más importantes del siglo XIX. Se compone de dos partes:
- La primera trata de todos los relacionados con oboe: las técnicas, la postura, la posición de los labios, las interpretaciones así como una recopilación de estudios y de sonatas que aún no se habían editado por ciertas casas editoriales.
- La segunda parte, editada mucho más tarde (hacia 1830), supuso el tratado más detallado de la época sobre el arte de la  elaboración  de las lengüetas. También habla de las herramientas y técnicas empleadas. Por consiguiente, este capítulo complementario fue abandonado pero con el paso del tiempo se ha apreciado que muchos factores entran en juego a la hora de elaborar cañas. Así, en función del tipo de oboe, los labios del músico, el tipo de caña, hacen adoptar un montaje y raspado de la caña completamente diferente. Con la llegada de las máquinas supuso la suplantación de gran parte de este trabajo manual.

A pesar de que el método Garnier trata el mismo tema, el de Henri Brod presenta unas referencias y es hoy en día un placer para un oboísta hojear esta obra. 